# Okaya (Nagano)
Okaya (岡谷市 Okaya-shi?) es una ciudad situada en la prefectura de Nagano, Japón. Tiene una población estimada, a inicios de mayo de 2024, de 45 606 habitantes.
Tiene una superficie total de 85.10 km².

## Geografía
Los municipios circundantes de la ciudad son los siguientes:
- Prefectura de Nagano
  - Matsumoto
  - Shiojiri
  - Suwa
  - Shimosuwa
  - Tatsuno

## Demografía
Según datos del censo japonés, la población de Okaya ha disminuido en los últimos 40 años.
| Año del censo | Población |
| ------------- | --------- |
| 1970          | 60.350    |
| 1980          | 62.210    |
| 1990          | 59.849    |
| 2000          | 56.401    |
| 2010          | 52.859    |
| 2024 (est.)   | 45.606    |